# Microcorynus
Microcorynus es un género de coleópteros curculionoideos de la familia Attelabidae. Habita en Camboya, China, Sri Lanka, India y Vietnam. Legalov describió el género en 2003. Esta es la lista de especies que lo componen:
- Microcorynus blandus Legalov, 2003
- Microcorynus blandus blandoloides Legalov, 2007
- Microcorynus concinnus Voss, 1930
- Microcorynus gracilis Voss, 1927
- Microcorynus karnatakensis Legalov, 2007
- Microcorynus lateralis Pajni, Haq, Gandhi, 1987
- Microcorynus longitibialis Legalov, 2003
- Microcorynus parunicus Legalov, 2003
- Microcorynus pullus Jekel, 1860
- Microcorynus scitulus Walker, 1859
- Microcorynus unicus Legalov, 2003